# سيدني برينر
سيدني برانر (بالإنجليزية: Sydney Brenner)‏ ولد في 13 يناير 1927 وهو عالم بيولوجي جنوب أفريقي حصل على جائزة نوبل في الطب في عام 2002 بالمشاركة مع جون سالستون وروبرت هورفيتز عن دودة ربداء رشيقة.
أبواه كانوا مهاجرين يهود، أبوه هاجر إلى جنوب أفريقيا من ليتوانيا عام 1910 وأمه من لاتفيا عام 1922.
درس في جامعة وتوترسراند وأكمل دراسة الدكتوراه في كلية إكستر أوكسفورد.
و كان من أوائل من رؤوا تركيب الDNA المركب من قبل فرانسيز كرك وجيمس واتسون عام 1953 وانبهر به وعمل مع فرانسز كرك، وعمل في مجال علم الأحياء الجزيئي في الستينيات.

## تعليمه وأولى سنوات حياته
وُلد برينر في بلدة جيرميستون في ترانسفال (المسماة اليوم بخاوتينغ)، جنوب إفريقيا، في 13 يناير 1927. كان والديه ليا (اسمها قبل الزواج: بليشر) وموريس برينر من المهاجرين اليهود. سافر والده إلى جنوب إفريقيا من ليتوانيا في عام 1910، ووالدته من ريغا، لاتفيا، في عام 1922. كان لسيدني شقيقة واحدة تُدعى فيليس.  
تلقى تعليمه في مدرسة جرميستون الثانوية وجامعة ويتواترسراند. بعد التحاقه بالجامعة في سن الخامسة عشرة، لوحظ خلال عامه الثاني أنه سيكون أصغر من أن يتأهل لممارسة الطب في ختام الدورة الطبية التي تمتد دائمًا ست سنوات، وبالتالي سُمح له بإكمال بكالوريوس درجة علمية في علم التشريح وعلم وظائف الأعضاء. استمر في دراسة ذلك لمدة عامين آخرين للحصول على درجة الشرف ثم درجة الماجستير، ودعم نفسه ماديًا من خلال العمل بدوام جزئي كفني مختبري. كان خلال هذا الوقت تلميذًا لجويل ماندلستام وريموند دارت وروبرت بروم. كانت أطروحة الماجستير الخاصة به في مجال علم الوراثة الخلوية. حصل في عام 1951 على بكالوريوس في الطب والجراحة.
تلقى برينر منحة زمالة سنة 1851 من الهيئة الملكية 1851 والتي مكنته من الحصول على درجة دكتوراه في جامعة أكسفورد كطالب دراسات عليا في إكستر كوليدج، أكسفورد، تحت إشراف سيريل هنشلوود.

## مهنته وأبحاثه العلمية

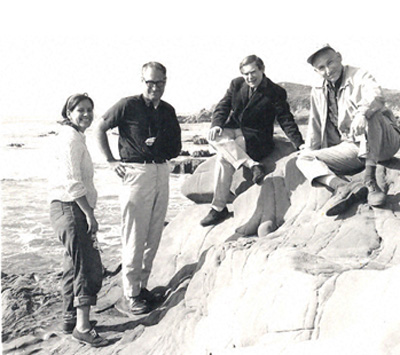
إي. ليدربيرج، جي. ستينت، إس. برينر، جي. ليدربيرج، 1965

بعد حصوله على درجة الدكتوراه، التحق برينر بأبحاث ما بعد الدكتوراه في جامعة كاليفورنيا، بركلي. عمل في السنوات العشرين التالية في مختبر البيولوجيا الجزيئية في كامبريدج. ساهم هناك خلال فترة الستينيات في أبحاث علم الأحياء الجزيئي. التحق في عام 1976 بمعهد سولك للدراسات البيولوجية في كاليفورنيا.
كان جنبًا إلى جنب مع جاك دونيتز ودوروثي هودجكن وليزلي أورغل وبيريل م.أوتون، أحد الأشخاص الأوائل في أبريل 1953 لرؤية نموذج بنية الحمض النووي الريبوزي منقوص الأكسجين، التي أنشأها فرنسيس كريك وجيمس واتسون؛ كان يعمل آنذاك مع بقية العلماء الآخرين في قسم الكيمياء بجامعة أكسفورد. أُعجب الجميع بنموذج الحمض النووي الجديد، وخاصة برينر الذي عمل لاحقًا مع كريك في مختبر كافندش في جامعة كامبريدج ومختبر مجلس البحوث الطبية للبيولوجيا الجزيئية. وفقًا لبريل أوتون، سافروا جميعًا سوية في سيارتين بمجرد أن أخبرهم دوروثي هودجكين أنهم كانوا متجهين إلى كامبريدج لرؤية نموذج بنية الحمض النووي.
قدم برينر مساهمات عديدة في مجال البيولوجيا الجزيئية في الستينيات. تتمثل أول مساهمة في إثبات أن جميع تسلسلات التشفير الجيني المتداخلة شيء مستحيل. فصلت هذه الرؤية وظيفة التشفير عن القيود الهيكلية كما هو مقترح في كود ذكي ذكره جورج جاموف. أدى هذا لاقتراح فرانسيس كريك مفهوم المحول أو كما هو معروف الآن «الحمض النووي الريبوزي الناقل (tRNA)». يُعد الفصل المادي بين المقابلة الرامزة والأحماض الأمينية في الحمض النووي الريبوزي الناقل أساسيًا للتدفق أحادي الاتجاه للمعلومات في النظم البيولوجية المشفرة. يُعرف هذا عادةً بهدف علم الأحياء الجزيئي الرئيسي، أي تدفق المعلومات من الحمض النووي إلى البروتين وليس من البروتين إلى الحمض النووي. اقترح برينر بعد ذلك، مفهوم الحمض النووي الريبوزي المرسال، استنادًا إلى التفسير الصحيح المذكور في بحث إليوت (كن) فولكين ولاري أستراشان. بعد ذلك، رفقة فرانسيس كريك وليزلي بارنيت وريتشارد ج.واتس توبين، أظهر برينر وراثيًا الطبيعة الثلاثية لرمز ترجمة البروتين من خلال  تجربة ذا كريك وبرانيت وواتس توبين عام 1961، والتي أدت لاكتشاف طفرة إطار التسطير في علم الجينات. ساعد هذا في تقديم توضيح مبكر لطبيعة الشفرة الجينية. ساعدت ليزلي بارنيت في إنشاء مختبر سيدني برينر في سنغافورة، بعد سنوات عديدة من العمل المتواصل.

## روابط خارجية
- سيدني برينر على موقع الموسوعة البريطانية (الإنجليزية)
- سيدني برينر على موقع مونزينجر (الألمانية)
- سيدني برينر على موقع إن إن دي بي (الإنجليزية)